# Ligyra peninsularis
Ligyra peninsularis är en tvåvingeart som beskrevs av Tarun Kumar Pal 1991. Ligyra peninsularis ingår i släktet Ligyra och familjen svävflugor. Inga underarter finns listade i Catalogue of Life.